# Mwanga (Kilimangiaro)
Mwanga è una circoscrizione urbana (urban ward) della Tanzania situata nel distretto di Mwanga, regione del Kilimangiaro. Conta una popolazione di 15 783 abitanti (censimento 2012).